# وریزیا گیگانتیا
وریزیا گیگانتیا(نام علمی: Vriesea gigantea) نام یک گونه از تیره آناناسیان است.